# Guiana nos Jogos Olímpicos de Verão de 1980
A Guiana competiu nos Jogos Olímpicos de Verão de 1980, em Moscou, União Soviética. Ele ganhou sua primeira e, até hoje, única medalha nos Jogos Olímpicos, durante esses jogos.

## Medalhistas

### Bronze
- Michael Anthony — Boxe, Peso Galo

## Resultados por Evento

### Atletismo
100m masculino
- James Gilkes
  - Eliminatórias — 10.34
  - Quartas-de-final — 10.26
  - Semifinais — 10.44 (→ não avançou)

100m feminino
- Jennifer Innis
  - Eliminatórias — 11.79 (→ não avançou)

Salto em distância feminino
- Jennifer Innis
  - Classificatória — 6,44 m
  - Final — 6,10 m (→ 13º lugar)

### Boxe
Peso Galo (54 kg)
- Michael Anthony → Medalha de Bronze
  1. Primeira Rodada — Bye
  2. Segunda Rodada — Derrotou Nureni Gbadamosi (Nigéria) por pontos (5-0)
  3. Terceira Rodada — Derrotou Fayez Zaghloul (Síria) por pontos (3-2)
  4. Quartas-de-final — Derrotou Daniel Zaragoza (México) após o juiz interromper o combate no segundo round
  5. Semifinais — Perdeu para Juan Hernández (Cuba) por pontos (0-5)

Peso Pena (57 kg)
- Fitzroy Brown
  1. Primeira Rodada — Bye
  2. Segunda Rodada — Derrotou Abilio Almeida Cabral (Angola) por pontos (5-0)
  3. Terceira Rodada — Perdeu para Luis Pizarro (Porto Rico) por pontos (0-5)

Peso Meio-médio ligeiro (63,5 kg)
- Barrington Cambridge
  1. Primeira Rodada — Perdeu para Boualem Belaouane (Argélia) por pontos (0-5)